# С-парадокс (надмірність генома)
С-парадокс — відсутність кореляції між фізичними розмірами генома і складністю організмів.
Кількість ДНК в гаплоїдному геномі позначають латинським символом С, де «С» означає «константний» (англ. constant) або «характерний» (англ. characteristic), так як ця кількість є величиною постійною всередині одного виду організмів. У 1978 р  Т. Кавальє-Сміт зауважив, що у  еукаріот  транскрибується мала частина послідовностей нуклеотидів генома (3 % генома у людини). Більш того, між різними навіть близькородинними видами розмір генома може варіювати в десятки і сотні разів. Наприклад, серед  хребетних — більш, ніж в 350. Така значна надмірність некодуючих нуклеотидних послідовностей і мінливість кількості ДНК у близьких видів названа С-парадоксом. Пізніше з'ясувалося, що і кількість кодуючих послідовностей — генів, також значно варіює у близьких видів і не пов'язано зі складністю  фенотипу. Таким чином, виникає G-парадокс.